# Borderlands (serie)
Borderlands es una serie de videojuegos de acción y disparos en primera persona ambientados en escenarios space western y de ciencia ficción fantástica, desarrollados por Gearbox Software para múltiples plataformas. 
La serie ha sido exitosa tanto crítica como comercialmente debido a sus mecánicas de juego multijugador cooperativo y a su sentido del humor. En febrero de 2015, alrededor de 23 millones de copias de Borderlands habían sido vendidas.
La serie consiste de cuatro juegos más una recopilación, cada uno con diversos paquetes de contenido descargable:
- Borderlands (2009)
- Borderlands 2 (2012)
- Borderlands: The Pre-Sequel (2014), una precuela a Borderlands 2
- Borderlands 3 (2019)
- Borderlands Legendary Collection (2020), una recopilación de los tres primeros juegos con el contenido adicional de cada juego.
- Borderlands 4 (2025)

Además, varios spin-off del juego han sido o serán lanzados:
- Borderlands Legends (2012), una variante de Borderlands con vista superior (top-down) lanzada para iOS.
- Tales from the Borderlands (2014–15), un juego de aventuras por episodios realizado por Telltale Games
- Borderlands Online, un futuro juego en línea exclusivo para China.
- Tiny Tina's Wonderlands (2022), un juego desarrollado a partir de la historia después de un DLC de Borderlands 2, Tiny Tina's Assault on Dragon Keep.